# Эверхард, Томас
Томас Эверхард (англ. Thomas Ewerhard) — художник-оформитель, создающий обложки для музыкальных альбомов преимущественно групп, работающих в различных направлениях хэви-метала. Томас не имеет никакого художественного образования.

## Биография
Томас Эверхард родился в 1971 году в Дуйсбурге. Первые 8 лет жизни Томас провёл именно в этом городе, а затем его родители переехали в Галдерн. Где-то в 15 или 16 лет Томас серьёзно увлёкся рисованием, чему способствовал и всячески поддерживал один из его школьных учителей, который в 9-х и 10-х классах вёл специальный класс рисования.

## Карьера художника-оформителя

### Начало карьеры, первые две обложки
Карьера Томас Эверхарда как художника-оформителя началась когда Томас играл в группе Breeding Fear и попутно вместе с гитаристом Яном Мейнигаусом создавал для неё всё, что потребуется в плане оформления. Группа Томаса репетировала в студии Stage One Энди Классена из Holy Moses. Там же в то время записывались такие группы как Disbelief, Crack Up и Richthofen. Однажды Энди Классен сказал Томасу, что у него нет обложки для готовящегося альбома группы Richthofen и дал послушать некоторые композиции с альбома. Композиции Томасу и его сохудожнику Яну понравились и, таким образом, Томас создал первую в своей жизни обложку, которая понравилась как Классену, так и самим музыкантам группы (создание обложки датируется 1997 годом). Немногим позже наброски к ранее указанному альбому случайным заметили музыканты группы Crack Up, которые также проявили заинтересованность в применении мастерства Томаса. Таким образом Эверхард создал свою вторую обложку, которая была использована для альбома From the Ground. Однако две первые обложки были созданы в соавторстве с Яном Мейнингаусом.

### Открытие собственного дела, уход Яна Мейнингауса
Следующим шагом в оформлении музыкальных релизов стала совместна работа для группы Disbelief, в результате которой был оформлен лишь буклет альбома, так как обложка была уже создана. Получив за свою работу приличные деньги Томас и Ян открыли собственное дело. Однако после создания обложки альбома Pzyco! группы Hate Squad Ян решил заняться оформлением комиксов и покинул Томаса. После создания первых 4-5 обложек Томас создал небольшое портфолио, которое разослал по нескольким лейблам. После первой же рассылки откликнулись такие лейблы, как Inside Out, Metal Blade Records, Limb Music, Massacre Records, а также несколько лейблом поменьше.
При работе над обложкой дебютного альбома группы Catamenia Halls of Frozen North 1998 года Эверхард знал только название альбома, стиль музыки группы и то, что она из Скандинавии:

Поэтому тогда, в 1998 году, я хотел сделать что-то, от чего веяло бы холодом, и что бы подоходило названию альбома. И мне показалось, что образ злобного волка подойдёт как нельзя лучше.
 Таким образом в дальнейшем волк стал своеобразным символом группы. При работе же над четвёртым альбомом группы Eskhata Эверхард создал обложку, напоминающую многим обложку релиза Wolfheart группы Moonspell. Однако Томас заявляет, что до того, как сотрудники лейбла сказали ему о схожести обложек, он не видел этой обложки и сходство совершенно случайно. Но тем не менее обложка была оставлена.

## Работа Томаса при оформлении музыкальных релизов

### Процесс и сроки работы
Перед созданием обложки Томас пытается прослушать несколько композиций с готовящегося альбома, либо, за неимением таковых, с прошлого альбома. Параллельно прослушиванию композиций Томас пытается делать некоторые наброски. Если же музыка не навевает ему каких-то идей, то Томас пытается собрать как можно больше материала о группе: названия альбомов и композиций, тексты песен и т. д. Очень редко Томасу удаётся работать непосредственно с участниками группы, в основном переписываясь с ними по электронной почте. Срок, в течение которого создаётся обложка может сильно варьироваться в зависимости от имеющихся у участников группы идей (в этом случае на создание обложки уходит не более недели) либо при неимении таковых (срок определяется конкретным случаем).

### Используемое оборудование, реализация противоречивых идей
При создании обложек альбомов Эверхард использует компьютер и фотоаппарат, а также специальное программное обеспечение (Illustrator, Photoshop). Рисует Томас очень редко, обычно создавая при этом карандашами логотип группы либо какой-то символ. По словам Томас 90 % его работы — это работа на компьютере.
По словам Томаса он не будет браться за реализацию идей, имеющих расистский, порнографический, либо невообразимо брутальный характер.

## Оформленные обложки
- 1997 — ? (Richthofen).
- 1997 — From the Ground (Crack Up).
- 1997 — Pzyco! (Hate Squad).
- 1998 — Halls of Frozen North (Catamenia).
- 1999 — Day for Night (Spock's Beard).
- 2001 — Insanity (Darkane).
- 2001 — Karma (Ник Д’Вирджилио).
- 2002 — Expanding Sense (Darkane).
- 2002 — Eskhata (Catamenia).
- 2010 — Дорога домой (Эпидемия).